# Marco Minniti
Marco Minniti, all'anagrafe Domenico Minniti (Reggio Calabria, 6 giugno 1956), è un politico italiano, ministro dell'interno dal 12 dicembre 2016 al 1º giugno 2018 nel governo Gentiloni.
È stato dirigente dei Democratici di Sinistra, sottosegretario di Stato alla Presidenza del Consiglio dei ministri (governo D'Alema I e II), sottosegretario di Stato al Ministero della difesa (governo Amato II) e viceministro dell'Interno (governo Prodi II), sottosegretario di Stato alla Presidenza del Consiglio dei ministri con delega ai servizi segreti nel governo Letta dal 17 maggio 2013 al 22 febbraio 2014 e nel governo Renzi dal 28 febbraio 2014 al 12 dicembre 2016.

## Biografia
Nato a Reggio Calabria nel 1956, figlio di un generale dell'Aeronautica Militare (anche gli otto zii erano ufficiali, tra i quali vi era Tito Minniti).
All'età di diciassette anni, per i timori della madre Angela, rinunciò al sogno di diventare un aviatore dell'Aeronautica Militare e, in segno di protesta verso i suoi genitori, si iscrisse al Partito Comunista Italiano, per poi entrare nella Federazione Giovanile Comunista Italiana (FGCI).
Negli anni Settanta, si laurea in filosofia presso l'Università degli Studi di Messina, con una tesi su Cicerone. In questi anni, conosce la futura moglie, la musicista Mariangela Sera. Dalla loro unione nasceranno due figlie. È appassionato di pesca subacquea, tifa Reggina e Inter e segue la Viola Reggio Calabria di pallacanestro. È ateo.

## Carriera politica

### Gli inizi
Politicamente molto vicino a Massimo D'Alema, Minniti matura in Calabria la maggior parte della sua formazione politica militando nelle file della FGCI. Amico dell'ex sindaco antimafia di Rosarno, Giuseppe Lavorato, era lui il giovanissimo segretario del PCI della Piana di Gioia Tauro negli anni Ottanta, quando la ‘ndrangheta uccise Giuseppe Valarioti, primo omicidio politico in Calabria. Dal 1986 al 1988 fece parte della Commissione problemi del lavoro e dell'economia nella direzione del Partito Comunista Italiano, che lasciò per diventare segretario di federazione di Reggio Calabria.
Dopo aver aderito alla svolta della Bolognina di Achille Occhetto nel Partito Democratico della Sinistra, ne diventa segretario regionale in Calabria nel 1992, incarico che lascia nel 1994 quando viene nominato membro della segreteria nazionale di Massimo D'Alema come Responsabile del Dipartimento problemi del partito, di cui nel 1996 diviene coordinatore.
Alle elezioni politiche del 1996 viene candidato alla Camera dei deputati nel collegio maggioritario di Reggio Calabria-Villa San Giovanni tra le file della lista L'Ulivo, ma non fu eletto, venendo sconfitto dal candidato del Polo per le Libertà Amedeo Matacena. Sotto scorta dal 1997 per via delle minacce della 'Ndrangheta, Con la nascita dei Democratici di Sinistra di Massimo D'Alema, nel febbraio del 1998, assunse l'incarico di Segretario organizzativo.

### Sottosegretario e deputato DS/PD

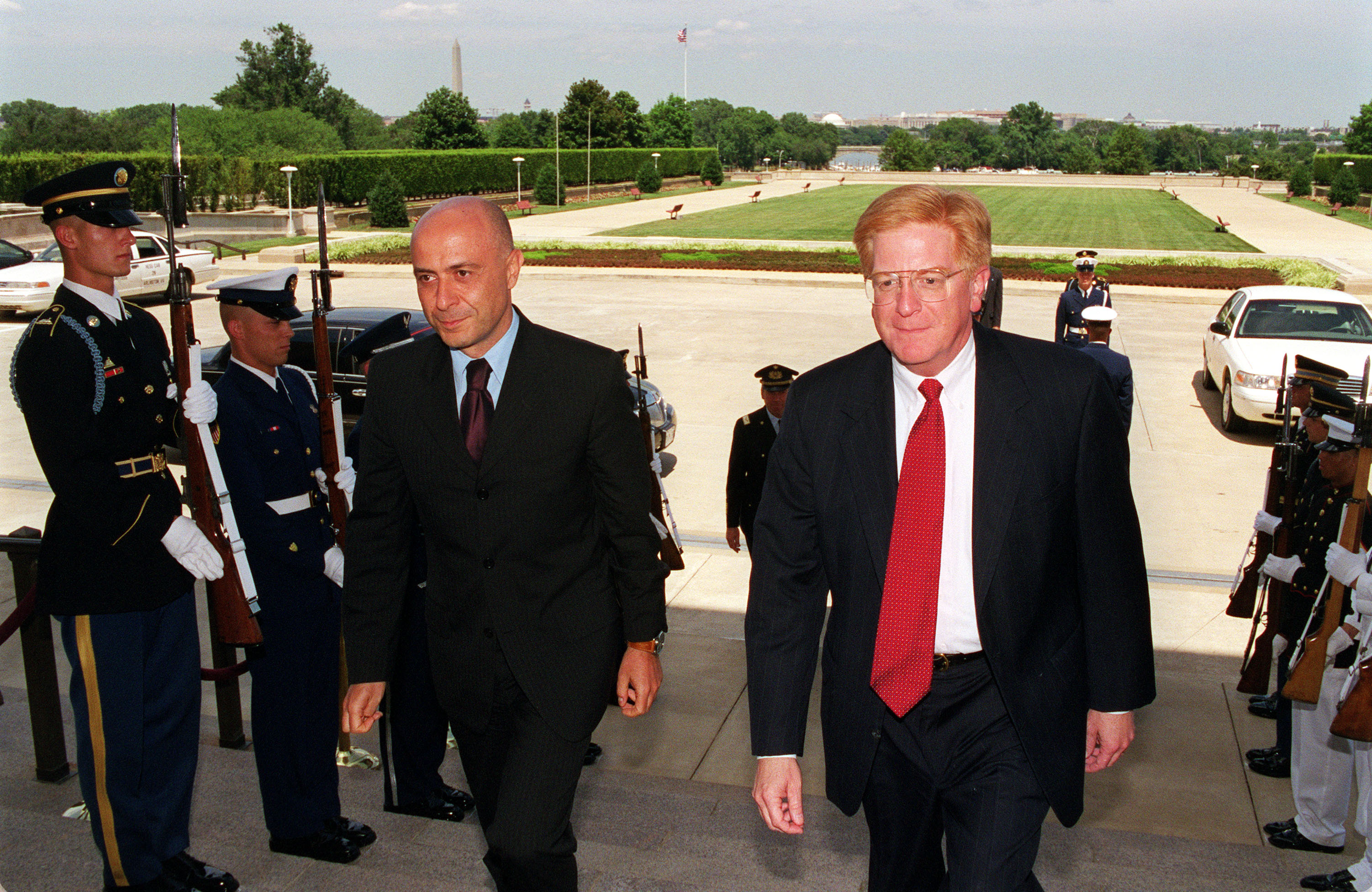
Marco Minniti insieme al vicesegretario alla Difesa degli Stati Uniti Rudy de Leon nel 2000

Nell'ottobre 1998, nel corso della XIII legislatura, durante i governi D'Alema I e II ebbe il ruolo di Sottosegretario di Stato alla Presidenza del Consiglio dei ministri con delega all'informazione e all'editoria; successivamente viene nominato Sottosegretario di Stato alla difesa nel secondo governo Amato.
Alle elezioni politiche del 2001 viene candidato nella circoscrizione Calabria, ed eletto per la prima volta alla Camera dei deputati, tra le file dei Democratici di Sinistra.
Nel corso della XIV legislatura della Repubblica è stato: membro della Commissione parlamentare antimafia, del Comitato per la diplomazia parlamentare, della Delegazione parlamentare presso l'assemblea Nato e della 4ª Commissione Difesa; in quest'ultima è stato Capogruppo dei DS.
Alle elezioni politiche del 2006 viene rieletto nella medesima circoscrizione alla Camera dei deputati come capolista dell'Ulivo. In seguito alla vittoria della coalizione de L'Unione nel 2006, viene nominato dal Consiglio dei Ministri viceministro dell'Interno sotto il ministro Giuliano Amato nel secondo governo Prodi.
Nel 2007 viene nominato Responsabile per la sicurezza nella Segreteria nazionale di Walter Veltroni. Con le elezioni primarie del 14 ottobre 2007 fu eletto segretario regionale del Partito Democratico in Calabria, carica che ha ricoperto fino al 2009. Da segretario regionale del partito, alle elezioni politiche del 2008 venne riconfermato come deputato alla Camera per la terza volta consecutiva, stavolta guidando la lista del Partito Democratico calabrese. In questo contesto, viene nominato ministro ombra dell'interno nel governo ombra del Partito Democratico, ruolo che ricoprì dal 9 maggio 2008 al 21 febbraio 2009. Il 24 febbraio 2009 il segretario del PD Dario Franceschini lo nominò Presidente nazionale del forum sicurezza del partito.
Dal 1º dicembre 2009 è fondatore e presidente della fondazione ICSA (Intelligence Culture and Strategic Analysis), di cui l'ex Presidente della Repubblica Francesco Cossiga era presidente onorario.
Il 4 agosto 2012 venne nominato dal segretario nazionale del PD Pier Luigi Bersani Responsabile del partito per la verifica dell'attuazione del programma del Governo Monti.

Alle elezioni politiche del 2013 è stato candidato per la prima volta, ed eletto, al Senato della Repubblica Italiana come capolista del PD nella circoscrizione Calabria.
In seguito alla nascita del governo di larghe intese di Letta II tra PD, PdL, UdC e Scelta Civica, il 17 maggio 2013 viene nominato dal Consiglio dei Ministri Sottosegretario di Stato alla Presidenza del Consiglio dei ministri con delega ai servizi segreti e all'Autorità delegata per la sicurezza della Repubblica, incarico che gli viene confermato nel successivo governo Renzi il 28 febbraio 2014.

### Ministro dell'interno

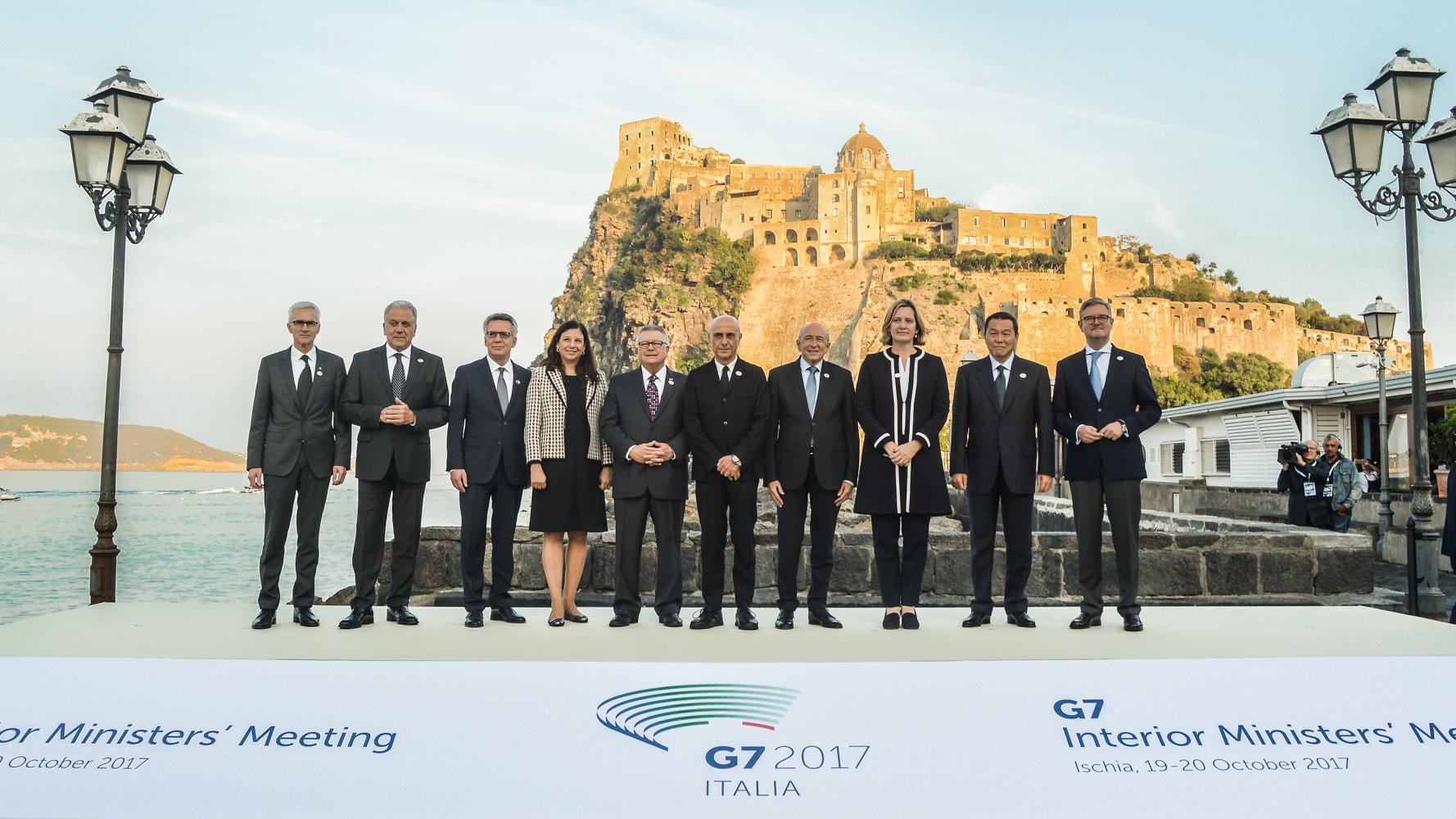
Marco Minniti al G7 dell'Interno di Ischia del 2017

A seguito delle dimissioni di Matteo Renzi da Presidente del Consiglio, per la bocciatura della riforma costituzionale Renzi-Boschi al referendum costituzionale, il 12 dicembre 2016 è stato designato come Ministro dell'Interno dal Presidente del Consiglio incaricato Paolo Gentiloni nel suo nuovo governo, giurando il giorno stesso nelle mani del Presidente della Repubblica Sergio Mattarella nel governo Gentiloni, succedendo ad Angelino Alfano.
Si ricorda in merito il "Decreto Minniti", in materia di immigrazione, accoglimento dei rifugiati politici, e sicurezza sociale in merito a pubbliche manifestazioni ed eventi sportivi. Il principale problema affrontato da Minniti nella sua veste riguarda la Crisi europea dei migranti perdurante e il contrasto delle attività illegali dei trafficanti di uomini. Il ministro ha cercato di porvi rimedio adottando diverse misure.
I provvedimenti principali adottati con il "Decreto Minniti" sono stati l'abolizione del secondo grado di giudizio per i migranti che fanno ricorso contro il respingimento della domanda d'asilo, l'abolizione dell'udienza, il lavoro volontario dei migranti, la riapertura e l'aumento del numero dei Centri di identificazione ed espulsione dei migranti (CIE) e il raddoppio delle espulsioni degli immigrati irregolari, provvedimenti appoggiati anche dal capo della polizia Franco Gabrielli, ma fu duramente criticata da Sinistra Italiana, e anche da intellettuali e scrittori come Roberto Saviano. Al fine di sostenere questa politica, il 9 gennaio 2017 Minniti si è recato in Libia, dove ha avviato le trattative con il presidente Fayez al-Sarraj e il governo locale per un nuovo accordo sui rimpatri. In questa occasione è stata riaperta l'ambasciata italiana a Tripoli, precedentemente chiusa. Il Memorandum Italia-Libia del 2017 è stato quindi firmato il successivo 2 febbraio da Sarraj e Gentiloni.
Il 31 marzo a Roma, Minniti firmò un accordo con un rappresentante del governo di Tripoli e circa 60 capi delle tribù per contenere i flussi migratori a sud (confine con Algeria, Niger e Ciad), mentre a nord sarà operativa la guardia costiera contro gli scafisti grazie a 10 motovedette ristrutturate. Un reportage del New York Times mostrò come le operazioni della guardia costiera libica rappresentassero una grave violazione dei diritti umani dei migranti, alcuni dei quali morirono in mare proprio ad opera della guardia costiera libica e malgrado l'osservazione delle autorità italiane.

#### Codice ONG

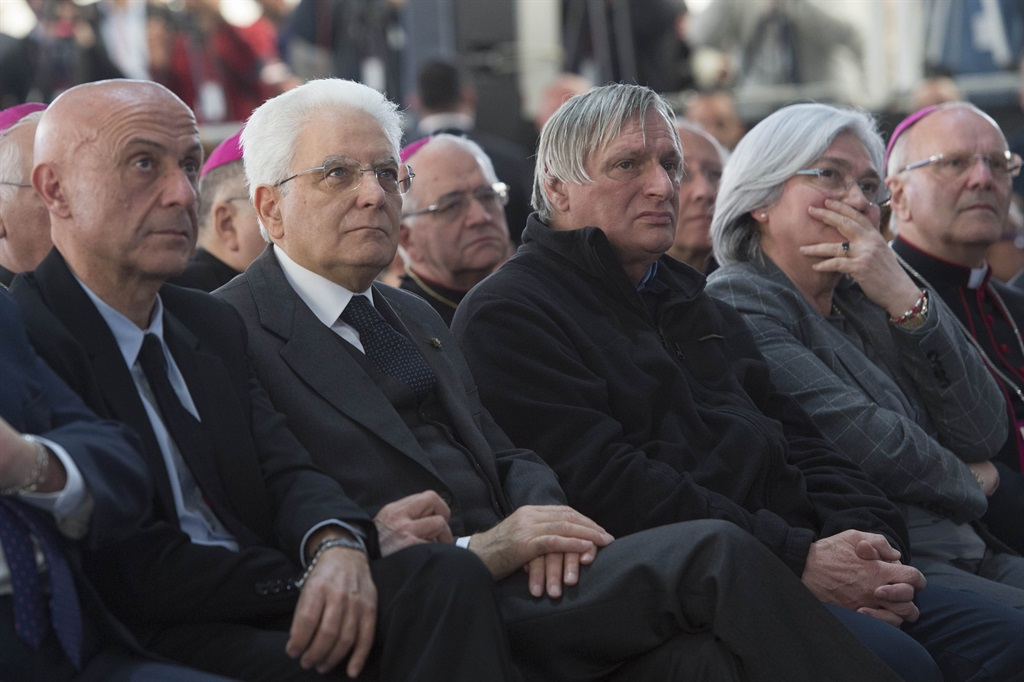
Marco Minniti con Sergio Mattarella, don Luigi Ciotti, Rosy Bindi e mons. Nunzio Galantino

Il 31 luglio 2017, dietro impulso di Minniti, viene introdotto dal Viminale il Codice di condotta per le Ong impegnate nelle operazioni di salvataggio dei migranti in mare, altresì noto come "Codice Minniti", che regola l'attività di salvataggio delle Organizzazioni non governative impegnate nel Mar Mediterraneo. Tra le altre cose, il codice vieta alle navi ONG di entrare nelle acque territoriali libiche. La mancata sottoscrizione del codice con alcune ONG, come Medici Senza Frontiere, comporta l'adozione di misure da parte delle autorità italiane nei confronti delle relative navi.
Alla fine di agosto dello stesso anno il ministro ha un incontro con 14 "sindaci" di città della Libia meridionale al fine di raggiungere un'intesa per il contrasto delle attività dei trafficanti di migranti.

#### Sparatoria di Macerata
Nel suo ultimo anno da ministro, Minniti ha affrontato anche l'importante questione relativa a una sparatoria terroristica con matrice politica di estrema destra avvenuta a Macerata, da parte di un uomo marchigiano di 28 anni, Luca Traini, invitando i partiti politici ad aumentare la moderazione e condannando duramente l'attacco, dicendo che i partiti politici non devono "cavalcare l'odio".

### Elezioni politiche del 2018
In vista delle elezioni politiche del 2018 si ricandida nel collegio maggioritario di Pesaro-Urbino alla Camera, per la coalizione di centro-sinistra in quota Partito Democratico; è anche schierato nel collegio proporzionale Campania 2 - 03 e nel Veneto. Nel collegio Pesaro-Urbino ottiene il 27,70% dei voti e viene sconfitto, arrivando terzo dietro al candidato del Movimento 5 Stelle Andrea Cecconi (34,98%), espulso dal Movimento durante la campagna elettorale, e della coalizione di centro-destra Anna Maria Renzoni (31,53%). Il risultato nel collegio in cui era candidato Minniti è stato considerato sorprendente e significativo.
Viene comunque rieletto deputato in virtù della candidatura nelle liste proporzionali del partito in Campania.
A seguito del termine della XVII legislatura, come da prassi, il 24 marzo 2018 ha rassegnato le dimissioni da Ministro dell'interno, rimanendo comunque in carica per il disbrigo degli affari correnti fino al 1º giugno, giorno in cui gli succede Matteo Salvini nel governo Conte I.

### Candidatura a segretario del PD
Dopo vari tentennamenti, il 18 novembre 2018, in vista del congresso del partito, annuncia su La Repubblica la sua candidatura "da autonomo" alle primarie per la carica di segretario nazionale del PD dell'anno seguente, trovando supporto tra gli ex ministri come Carlo Calenda (sviluppo economico ed era considerato da molti un potenziale forte candidato per le primarie), Pier Carlo Padoan (Economia e Finanze), Paolo De Castro (politiche agricole, alimentari e forestali), Valeria Fedeli (istruzione, università e ricerca) e Giuseppe Fioroni (pubblica istruzione), i presidenti di Regioni come Vincenzo De Luca (Campania) e Catiuscia Marini (Umbria), e sindaci come Fulvio Centoz (Aosta), Antonio Decaro (Bari), Dario Nardella (Firenze), Giuseppe Falcomatà (Reggio Calabria), Vincenzo Napoli (Salerno) e Matteo Ricci (Pesaro).
Tuttavia, il 5 dicembre, 17 giorni dopo aver annunciato la sua candidatura, Minniti decide di fare un passo indietro, dicendo di farlo per "salvare il partito", e facilitare il percorso delle primarie con l'intento di favorire l'elezione di un segretario autorevole. Successivamente decide di sostenere come candidato alla segreteria Nicola Zingaretti, presidente della Regione Lazio con una carriera amministrativa longeva alle spalle, che, dopo aver visto prevalere la sua mozione ai congressi di circolo, vincerà le primarie con il 66% dei voti.

### Dimissioni da deputato nel 2021
Dopo cinque legislature in Parlamento, il 27 febbraio 2021 annuncia le sue dimissioni irrevocabili da deputato, per andare a guidare una fondazione denominata "Med-Or", nata e promossa su decisione del CdA di Leonardo, avente lo scopo di promuovere le relazioni col Mediterraneo, l'Africa subsahariana, il Medio e l'Estremo Oriente, in particolare con programmi strutturali nell'ambito dell’aerospazio, della difesa e della sicurezza (cyber e no).

## Controversie

### Nomina ai vertici DIA
Nel settembre 2017 Minniti nomina ai vertici della Direzione Investigativa Antimafia Gilberto Caldarozzi, già condannato in via definitiva a 3 anni e 8 mesi di reclusione per falso "per aver partecipato alla creazione di false prove finalizzate ad accusare ingiustamente chi venne pestato senza pietà da agenti rimasti impuniti" e perché si è prestato "a comportamenti illegali di copertura poliziesca proprii dei peggiori regimi antidemocratici, in violazione di diritti fondamentali - di libertà, di tutela giudiziaria, della dignità della persona - riconosciuti in tutte le democrazie occidentali, nella nostra suprema carta e nella stessa CEDU", come scritto nella sentenza della Cassazione, sez. I, n. 6138/2014.

### Memorandum Italia-Libia
Sempre nel 2017, l'Alto commissariato delle Nazioni Unite per i diritti umani ha giudicato "disumano" l'accordo siglato tra il ministro dell'interno italiano Minniti e il Primo ministro libico Fayez al-Sarraj per la gestione dei flussi migratori, avendo accertato che nei centri di detenzione per i migranti presenti in Libia si commettono ordinariamente atti di tortura e altre "atrocità".